# Overførster
- Overførster (af tysk: Forst, "skov", svarende til skovrider) betegnede den administrative leder af et af de fire overførsterdistrikter, som Statens skovvæsen var opdelt i 1851-1911. Titlen anvendes fortsat om den øverste leder af store private skovdistrikter, fx Vallø Stifts skovdistrikt.

## Danske overførstere
- Anton Frederik Scheffer
- Friedrich Heinrich Andreas Beermann

- Frederik Carl Eide